# Unirea, Dolj
Unirea là một xã thuộc hạt Dolj, România. Dân số thời điểm năm 2002 là 4275 người.